# Derby Rzeszowa w piłce nożnej
Derby Rzeszowa – derby piłkarskie rozgrywane pomiędzy klubami z Rzeszowa, Resovią i Stalą.
Derby Rzeszowa pozostają jednymi z najczęściej rozgrywanych derbów piłkarskich w Polsce. Ze znaczących derbów w oficjalnych rozgrywkach częściej odbywały się jedynie Wielkie Derby Śląska i krakowska Święta Wojna.

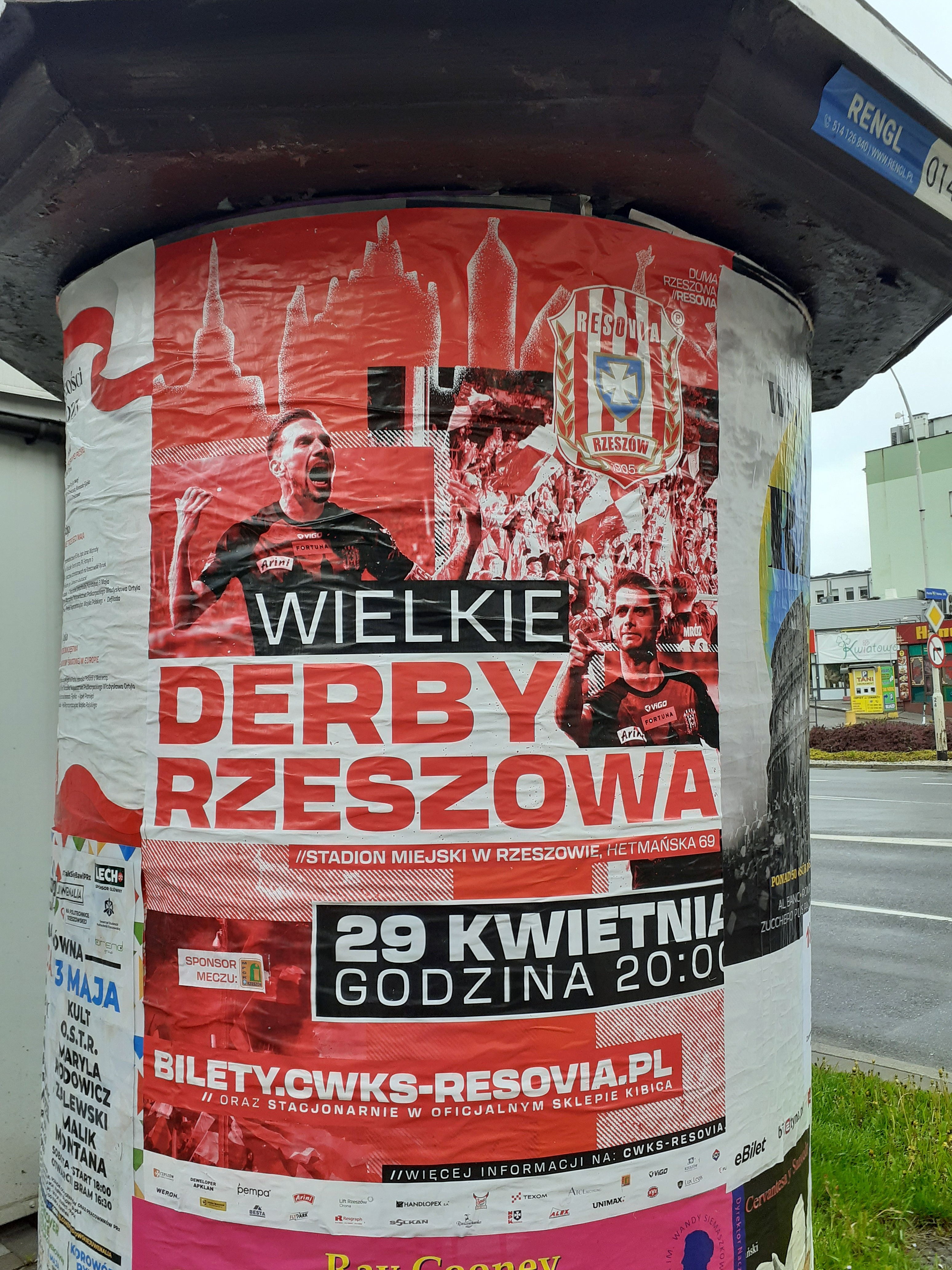
Zapowiedź meczu z 29 kwietnia 2023

## Kluby
| Porównanie klubów                                                | Porównanie klubów | Porównanie klubów                |
| ---------------------------------------------------------------- | --- | -------------------------------- |
| Resovia                                                          | | Stal Rzeszów                     |
| 1910                                                             | rok założenia | 1944                             |
| 1/2 finału (1980/81)                                             | najdalszy osiągnięty etap w Pucharze Polski                                                                              | zwycięstwo (1974/75)             |
| 2. m-ce w II lidze (1982/83) 1. m-ce w lidze okręgowej (1936/37) | najwyższa lokata ligowa                                                                                                  | 7. m-ce w Ekstraklasie (1965/66) |
| 0                                                                | liczba sezonów w Ekstraklasie                                                                                            | 11                               |
| ---                                                              | debiut w Ekstraklasie | 12 sierpnia 1962                 |
| 0                                                                | liczba spotkań w europejskich pucharach UEFA                                                                             | 4                                |
| 29                                                               | liczba sezonów na drugim poziomie rozgrywkowym (do 1933 Klasa A, do 1948 liga okręgowa, do 2008 II liga, od 2008 I liga) | 20                               |
| 1929                                                             | debiut na drugim poziomie ligowym (do 1933 Klasa A, do 1948 liga okręgowa, do 2008 II liga, od 2008 I liga)              | 1957                             |
| II liga                                                          | obecny poziom ligowy (2024/25)                                                                                           | I liga                           |

## Historia i bilans
Pierwsze derby zostały rozegrane już 10 dni po zakończeniu II wojny światowej w Rzeszowie, 10 maja 1945, w meczu towarzyskim Resovia pokonała OMTUR PZL 6:2. W 1953 roku odnotowano najwyższe zwycięstwo: Stal zwyciężyła 6:0.
W edycji II ligi 2019/2020 obie rzeszowskie drużyny zajęły miejsca premiowane kwalifikacją do baraży o awans do I ligi. W związku z tym po raz pierwszy w historii w sezonie ligowym zostały rozegrane trzy spotkania derbowe.
| Mecze oficjalne (ligowe i pucharowe) |                    |        |                  |
| Mecze                                | Zwycięstwa Resovii | Remisy | Zwycięstwa Stali |
| 92                                   | 36                 | 21     | 35               |

| Mecze nieoficjalne (towarzyskie i sparingi) |                    |        |                  |
| Mecze                                       | Zwycięstwa Resovii | Remisy | Zwycięstwa Stali |
| 44                                          | 13                 | 7      | 24               |

## Pozycje ligowe
Zestawienie pozycji ligowych Resovii i Stali:

## Inne drużyny derbowe
W przeszłości do szerzej rozumianych pojedynków derbowych w Rzeszowie zaliczano również inne kluby, np. Spójnia Rzeszów, Walter (Gwardia) Rzeszów i Zelmer Rzeszów.